# Magnus Maximus
Magnus Maximus, vanligen bara Maximus, född 335, död 27 augusti 388 i Aquileia, var en spansk usurpator och romarrikets kejsare från 383 till sin död. Maximus var kejsare över Britannien, Gallien och Spanien och invaderade Italien år 387. Året därpå besegrades han av Theodosius I i slagen vid Siscia och Pola. Maximus avrättades i Aquileia.